# Да, господин министър
„Да, господин министър“ (на английски: Yes Minister) и продължението „Да, господин премиер“ (на английски: Yes Prime Minister) е британски сериал (политическа сатира и ситуационна комедия), създаден от Антъни Джей и Джонатан Лин. Разделен е в три сезона от седем епизода, бяха излъчени по Би Би Си Ту през 1980 г. до 1984 г. Продължението „Да, господин премиер“ е по два сезона от 17 епизода, излъчвани през 1986 г. до 1988 г., в тях включва радио версия и постановка.
През 1984 г., почти две години след излъчването на последния епизод, ВВС излъчва едночасов коледен епизод от сериала. В този епизод Сър Хъмфри изкачва йерархичната стълбица на държавната администрация и става министър в Кабинета.

## Сюжет
Историята се върти около три главни действащи лица: Джеймс /Джим/ Хакър, депутат в Парламента, Сър Хъмфри Апълби и Бърнард Уули.
Разказът започва с изборната победа на политическата партия на Джим Хакър и сформирането на ново правителство от партията-победител. Джим Хакър е назначен за Министър на Държавната администрация. Той ще трябва да се сработи със Сър Хъмфри Апълби, постоянен заместник-министър в Министерството. Двамата, естествено, имат твърде различни интереси: Джим Хакър се стреми да запази своя добър имидж /с който печели гласове/ и да провежда политиката на правителството /както очаква от него Министър-председателят/. Сър Хъмфри се стреми да затвърди, а евентуално и да разгърне, позицията на това министерство по отношение на персонала и бюджета. В редица случаи тези интереси се сблъскват. В някои случаи, обаче, интересите им съвпадат и те заработват заедно.
Бърнард Уули стои някъде по средата между другите двама. Бърнард Уули е Шеф на кабинета на Джим Хакър. В повечето случаи той разбира и подкрепя идеите на Джим Хакър. От друга страна той е държавен служител и е лоялен към Държавната администрация и към Сър Хъмфри Апълби.
Джим Хакър започва битка за партийно лидерство и в крайна сметка постига онова, за което винаги е мечтал – поста Министър-председател на Великобритания.

## Главен състав
- Пол Едингтън – Джим Хакър
- Найджъл Хоторн – Хъмфри Апълби
- Дерек Фолдс – Бърнард Ул

## „Да, господин министър“ и „Да, господин премиер“ В България
В България целият сериал е излъчен за първи път по Нова телевизия на 12 март 2004 г., по заглавието „Министър, Тъй вярно!“, както и продължението му „Да, г-н Премиер“. Дублажът е на Арс Диджитал Студио, чийто име не се споменава. В него участват Ани Василева, Христо Чешмеджиев и Тодор Николов.
На 27 септември 2011 г. започва по TV7, тъй като дублажът е сменен. Екипът се състои от:
| Озвучаващи артисти  | Елена Русалиева Веселин Ранков Любомир Младенов Мариан Бачев Иван Танев |
| Преводачи           | Даня Доганова Златна Костова                                            |
| Тонрежисьори        | Елена Трайкова Венислава Аргова                                         |
| Режисьор на дублажа | Красимир Куцупаров                                                      |